# Internationale Finanzkontrolle in Griechenland 1898–1978
Als Internationale Finanzkontrolle (griechisch Διεθνής Οικονομικός Έλεγχος Δ.Ο.Ε. Diethnis Ikonomikos Elenchos DOE) wird die Tätigkeit der Internationalen Finanzkommission in Griechenland bezeichnet, die von 1898 bis 1978 andauerte.

## Historischer Hintergrund

### Die Geschichte der griechischen Auslandsschulden
Während des Unabhängigkeitskampfes vom Osmanischen Reich nahm Griechenland in den Jahren 1824/25 erstmals Kredite im Ausland auf. Seit 1826 konnten diese Schulden inmitten des Krieges nicht mehr bedient werden. Mit der Gründung des griechischen Nationalstaates 1830 übernahmen die Garantiemächte England, Frankreich und Russland dann die Garantie für eine weitere Anleihe im Umfang von 60 Mio. Francs, die vom Bankhaus Rothschild in drei Raten bis 1839 emittiert wurde. Als Griechenland die Bedienung seiner Auslandsschulden ab 1843 nicht mehr leisten konnte, wurde es an den europäischen Börsen für neue Anleihen gesperrt.
Erst 1878, im Umfeld des Berliner Kongresses, gelang eine Einigung mit den Gläubigern der alten Schulden. Deshalb konnte Griechenland nun wieder Geld im Ausland aufnehmen. In den Jahren 1879–1891 wurden insgesamt sieben Auslandsanleihen aufgelegt mit einem Gesamtvolumen von ca. 630 Mio. Francs. Das Geld wurde für Infrastrukturprojekte, z. B. den Eisenbahnbau, aber auch für die Reformierung des Militärs und den Schuldendienst verwendet.

### Der Bankrott von 1893
Auf Grund der Weltwirtschaftskrise ab 1891, die Verschlechterung des Wechselkurses der Drachme und des Einbruches des Rosinenpreises auf dem Weltmarkt musste Premierminister Charilaos Trikoupis 1893 die Zahlungsunfähigkeit eingestehen. Die Amortisierung wurde eingestellt, die Zinszahlungen auf 30 % der vereinbarten Zinsen reduziert. Eine Einigung mit den ausländischen Gläubigern gelang zunächst nicht.
Nach der Niederlage im Griechisch-Türkischen Krieg 1897 musste Griechenland an das Osmanische Reich Reparationen entrichten, um die Räumung des besetzen Thessaliens zu erreichen. Zu diesem Zweck war es auf eine weitere Auslandsanleihe dringend angewiesen. Die Großmächte übernahmen dafür die Garantie, deren Bedingungen in Athen von Oktober 1897 bis Januar 1898 verhandelt wurden. Vereinbart wurde ein Darlehen in Höhe von 151,3 Millionen Goldfranken. Durch dieses Darlehen wurden neben den an das Osmanische Reich zu zahlenden Reparationen in Höhe von insgesamt 93,9 Millionen Franken die bereits bestehenden Schulden in Höhe von 31,4 Millionen Franken und das griechische Haushaltsdefizit für das Jahr 1897 von 22,5 Millionen Franken sowie die Kosten für die Ausgabe des Darlehens (Gebühren, Broker etc.) in Höhe von 3,5 Mio. Franken abgedeckt. Im Gegenzug musste Griechenland die Einrichtung einer internationalen Finanzkontrolle akzeptieren, die die Bedienung seiner alten und neuen Schulden gewährleisten sollte.

## Internationale Finanzkommission
Um die Rückzahlung der Schulden zu gewährleisten und die griechische Zahlungsmoral zu überwachen, wurden die Einkünfte aus den Staatsmonopolen für Tabak, Salz, Zündhölzer und Zigarettenpapier, aus Hafenzöllen und der Stempelsteuer der Verfügung der griechischen Regierung entzogen und der Kontrolle der Internationalen Finanzkommission unterstellt. Die Einziehung erfolgte über eine unter ihrer Kontrolle stehende griechische Regiegesellschaft. Aus den Einnahmen wurden die alten und neuen Auslandsschulden bedient.
Die Kommission setzte sich aus diplomatischen Vertretern Großbritanniens, Frankreichs, Deutschlands, Österreich-Ungarns, Russlands und Italiens zusammen. Nach dem Ersten Weltkrieg verblieben Großbritannien, Frankreich und Italien in der Kommission.
Die Kommissionsmitglieder hatten diplomatischen Status. Sie hatten weit gehende Kontrollbefugnisse, insbesondere das Recht, sich alle Bücher, Rechnungsbelege etc. vorlegen zu lassen und die Einziehungsstellen und Anstalten zu besuchen, deren Einnahmen verpfändet waren. Allerdings hatten die Kommissare keinerlei formale Einflussrechte auf die griechische Politik: Sie konnten Reformen der Finanzverwaltung nur vorschlagen, die Griechen allerdings nicht dazu zwingen.
1928 kam es infolge einer hohen Inflation zu Meinungsverschiedenheiten zwischen der Kommission und der griechischen Regierung über die Umrechnung und die Höhe der jährlich abzuführenden Beträge. Ein internationales Schiedsgericht entschied zwar hinsichtlich der Umrechnung zu Gunsten Griechenlands, setzte jedoch wegen der Inflation die Annuitäten um 20 % herauf.
Die Finanzkontrolle wirkte sich auf die griechischen Staatsfinanzen im ersten Jahrzehnt stabilisierend aus. Allerdings finanzierte der griechische Staat vor allem seine militärische Aufrüstung und kriegerische Unternehmungen zur Vergrößerung seines Staatsgebiets im Ersten Weltkrieg und danach im griechisch-türkischen Krieg 1919–1922. Als dieser mit dem Desaster der Kleinasiatischen Katastrophe endete, war Griechenland mit der Aufnahme von über einer Million Flüchtlingen überfordert. Unter der Regie des Völkerbunds wurde eine weitere Anleihe mit einem Volumen von 12,3 Millionen Pfund Sterling aufgelegt, wobei der Schuldendienst ebenfalls der internationalen Finanzkontrolle unterstellt wurde.
Bis in die 1930er Jahre flossen auf diese Weise 35 % der griechischen Staatseinnahmen in den Schuldendienst. Der Einmarsch der deutschen Wehrmacht 1941 beendete die Arbeit der Finanzkontrolle zunächst. Nach dem Zweiten Weltkrieg hatte sie nur noch eine geringe Bedeutung. Allerdings existierte sie bis 1978, als das Büro der Kommission in Athen geschlossen wurde.